# Гелада
Геладата (Theropithecus gelada), известна още като джелада, е едра маймуна от
семейство Cercopithecidae, близкородствена с павианите (род Papio). Среща се само във висококопланинските райони на Етиопия (планината Симиен) и Еритрея. Родовото наименование на геладата Theropithecus от гръцки се превежда като зверска маймуна, но въпреки страховития вид на мъжките, които често демонстрират с внушителната си прозявка наистина впечатляващите размери на своите кучешки зъби, геладите по природа са кротки живони и рядко прибягват до насилие за да се наложат в своята общност. Както павианите те живеят на групи с определена социална структура и търсят храна (различни високопланински треви) на земята. Според някои учени генетичното сродство на геладата с павианите е достатъчно близко, за да бъде причислена към тях. Други обаче поставят вида още по-далеч от павианите. Съвременната гелада е единствена по рода си, но съдейки по вкаменелости са съществували поне още два, по-едри вида от рода Theropithecus: T. brumpti и T. oswaldi, по-рано известни под родовото име Simopithecus.

## Разпространение
Геладите се срещат само във високите планини на Етиопия и Еритрея, като основната популация обитава Националния парк Симиен в Етиопия. Вкаменелости обаче доказват много по-широко разпространение на геладите в миналото: останки на Theropithecus са откривани в Южна, Източна и Централна Африка, но също и в Алжир, Мароко и Испания, както и в Индия.

## Физическа характеристика
При геладите се наблюдава ясно изразен полов диморфизъм. Мъжките достигат на дължина 70-75 см., с още 45-50 см. опашка и средното им тегло е около 20 кг. Женските са видимо по-дребни: дължина на тялото 50-65 см. и средно тегло около 15 кг. Окраската на женските е еднотипно кафява, докато при мъжките се наблюдават различни тонове и различна дължина на косъма по определени части на тялото. Те имат характерна грива, която покрива плещите и гърба, а космите на края на опашката са дълги, подобно на конската опашка. Клепачите и при двата пола са бледи и придават изражения на лицето с определено значение.
Геладите ясно се отличават по характерното и за двата пола петно гола кожа на гърдите с формата на пясъчен часовник. При мъжките това петно е ярко червено и космите по края му са бели, за да контрастира. При женските петното е бледо и незабележимо, но когато се разгонят се подува и става ярко червено. Смята се, че тази черта е аналог на червените задни части при павианите. За разлика от тях, геладите прекарват голяма част от времето си хранейки се седнали и така биха скривали своя сексапил.

## Начин на живот и хранене
Геладите са отлично приспособени за живот в изолиран високопланински район на надморска височина между 2000 и 5000 м и са тясно специализирани в храненето с тревите които растат по тези места. Социални животни са и живеят на групи, които понякога се обединяват образувайки огромни стада от няколкостотин индивида. През нощта геладите спят на непристъпни скални стени, а с настъпването на утрото се отправят към своите пасища.

### Социално поведение
Основната клетка на обществото при геладите е семейството от един мъжки и неговия харем от няколко женски заедно с малките. Няколко такива харема обикновено се движат заедно, образувайки по-голяма група наброяваща до 350 индивида. Съставът на определена група обаче не е постоянен, един мъжки заедно със своите женски може да смени групата или да се отделят за известно време. При изобилие на храна в определен район могат да се слеят и няколко групи образувайки стадо наброяващо няколкостотин индивида (пребоявани са максимално 670). Освен тези социални организации съществуват и ергенски клубове – скитащи групи съставени изцяло от мъжки.
Както е при повечето примати, пощенето е основният начин за утвърждаване на социалните връзки в общността на геладите. Взаимното пощене между един мъжки и неговите женски поддържа социалната стабилност в групата. Когато харемът на някой мъжкар се разрастне твърде много, той не е в състояние да обръща внимание на всички свои женски и някои от тях го напускат сприятелявайки се с мъжкар от навъртащите се наоколо ергенски клубове. При геладите женските са тези, които имат последната дума и на практика те ръководят групата. Ако самотен мъжки реши да измести господаря на харема с физическа сила, женските може да изберат и победения, прогонвайки с физическа сила от своя страна този, който е нежелан.
Геладите общуват издавайки голямо разнообразие от звуци в съчетание с изражения на лицето и пози на тялото. Съдейки по това разнообразие и множеството възможни значения, геладите вероятно си говорят за много повече неща отколкото очакваме от животно. Много важен визуален сигнал при тях са червените триъгълници на гърдите, особено когато женските са разгонени. Тогава мъжкият постоянно ги души и миризмите следователно също играят роля в общуването.

### Хранене
Геладите са стриктни вегетарианци и се хранят с наличните за всеки сезон части на високопланинските растения. През дъждовния сезон (юли-август) зелената трева е в изобилие и съставлява до 93% от диетата им. През ноември събират семената на тревите, а през сухия сезон (януари-февруари) се препитават основно с корени. Обират също типичните за всеки сезон плодове, грудки, издънки и цвят.
Ръцете на геладите са отлично пригодени за техния специализиран начин на хранене. Палецът е противопоставен на показалеца по-добре, отколкото при всяка друга маймуна, позволявайки на животното да къса трева стрък по стрък, пробирайки само най-доброто. Освен това пръстите са къси и силни улеснявайки копаенето за корени.

## Размножаване
Геладите нямат определен размножителен период, макар пикът на ражданията да е през дъждовния сезон. Когато женската се разгони деколтето ѝ набъбва и става ярко червено, а задните ѝ части видимо се подуват. Разгонването на женските в един харем е до голяма степен организирано така, че всяка на свой ред да спечели вниманието на мъжкия. Освен това женските са тези, които поемат инициативата за полов акт.
След 5-6 месечна бременност геладите раждат по едно малко, за което се грижи само майката. Кърменето продължава 12-18 месеца. Женските достигат полова зрялост на 4-5 годишна възраст, а мъжките по-късно, на 6-7 години.
В плен продължителността на живота на геладите е до 30 и повече години. На свобода обаче вероятно не живеят толкова дълго.

## Природозащитен статус
Геладата фигурира в Червения списък на световнозатрашените видове на IUCN като незастрашен вид, но ловът и измененията на нейните местообитания вселдствие на човешката намеса, са изтласкали геладите в нови райони обитавани от зелени павиани и дори има сведения за случаи на кръстосване на двата вида.